# Brünnow (Adelsgeschlecht)

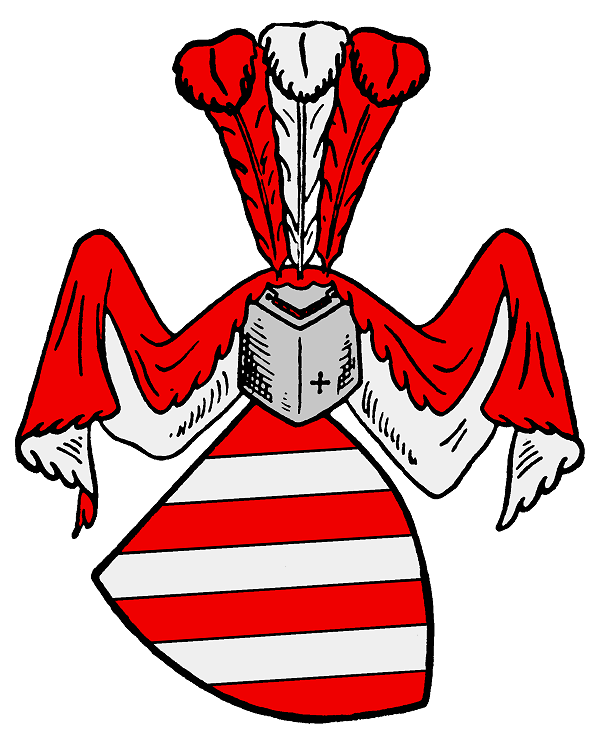
Wappen derer von Brünnow

Brünnow, in Kurland Brunnow, ist der Name eines erloschenen, ursprünglich hinterpommerschen Adelsgeschlechts.

## Geschichte
Das Geschlecht von Brünnow hatte sich nach dem Dorf Brünnow in Hinterpommern benannt. Erster Namensträger soll ein Klaus Janigen gewesen sein, der sich, nachdem er zum Ritter geschlagen worden war, fortan Klaus von Brünnow nannte.

### Pommern
Urkundlich ist in Brünnow im Jahr 1307 ein Hans von Brünnow als Gutsbesitzer nachgewiesen. Die durchgängige gesicherte Stammreihe begann mit Nemor von Brünnow der mit Anna Swawe vermählt war. Sein Sohn Claus tauschte im Jahr 1490 mit der Familie Massow sein Gut Brünnow gegen das halbe Dorf Quatzow (mit der Heide Popiel) ein, das dann bis 1686 bei der Familie verblieb. Im Jahr 1842 war Trebenow im Kreis Cammin i. Pom. der Stammsitz der Familie. Die pommersche Linie wurde durch den Professor für orientalische Philologie an der Universität Heidelberg, Rudolf Ernst Brünnow (1858–1917), beschlossen, nachdem sein Sohn Erik (1899–1916) bereits ein Jahr vor ihm verstarb.

### Kurland
Im 16. Jahrhundert teilte sich das Geschlecht in zwei Linien, die pommersche und die kurländische. Letztere geht auf Michael von Brunnow († 1583) zurück, der 1566 Oberrat und Kanzler des Herzogs Gotthard von Kurland wurde. 1559 war Michael Brunnow in Kurland mit dem ca. 14 Kilometer südlich von Dünaburg gelegenen Gut Brüggen belehnt worden, das die Familie dann bis 1670 in Besitz hatte. Um 1700 hat diese ältere kurländische Linie ihren Ausgang gefunden.
Ebenfalls im 16. Jahrhundert spaltete sich ein jüngerer kurländischer Ast ab, der von Jost von Brunnow († vor 1561), Ratsherr und Diakon des Armenkastens in Rügenwalde gestiftet wurde. Seine Söhne Dionysius, Claus und Hans sind bereits in Kurland geboren. Der Ast gliederte sich in zahlreiche Zweige und Häuser auf.
Am 17. Oktober 1620 immatrikulierte sich Friedrich von Brunnow († 1651) bei der 1. Klasse der Kurländischen Ritterschaft. Am 26. Januar 1817 erfolgte für den russischen Stabskapitän Iwan Fedorowitsch von Brunnow († 1821) die Eintragung in den 2. Teil des Adelsgeschlechtsbuches des Gouvernements Moskau. Die russische Anerkennung des Baronstitels erging 1853 bzw. 1862. Der russische Wirkliche Geheimrat und Botschafter in London, Philipp von Brunnow (1797–1875) wurde am 18. März 1871 in den russischen Grafenstand gehoben.
Zu Beginn des 20. Jahrhunderts fand das Geschlecht mit Stanislaw von Brunnow (1859–1941), Erbherr auf Rudawa im bei Grodno seinen Ausgang im Mannesstamm. Er wurde nur von einer Tochter Irena von Brunnow (1897–1979), verehelichte Wlodomirz de Virion h. Leliwa (1889–1974), polnischer Rittmeister, überlebt.

## Wappen
Das Stammwappen zeigt in Rot drei silberne rechte Schrägbalken. Auf dem gekrönten Helm, mit roten und silbernen Decken, drei Straußenfedern, die mittlere silbern, die äußeren rot.

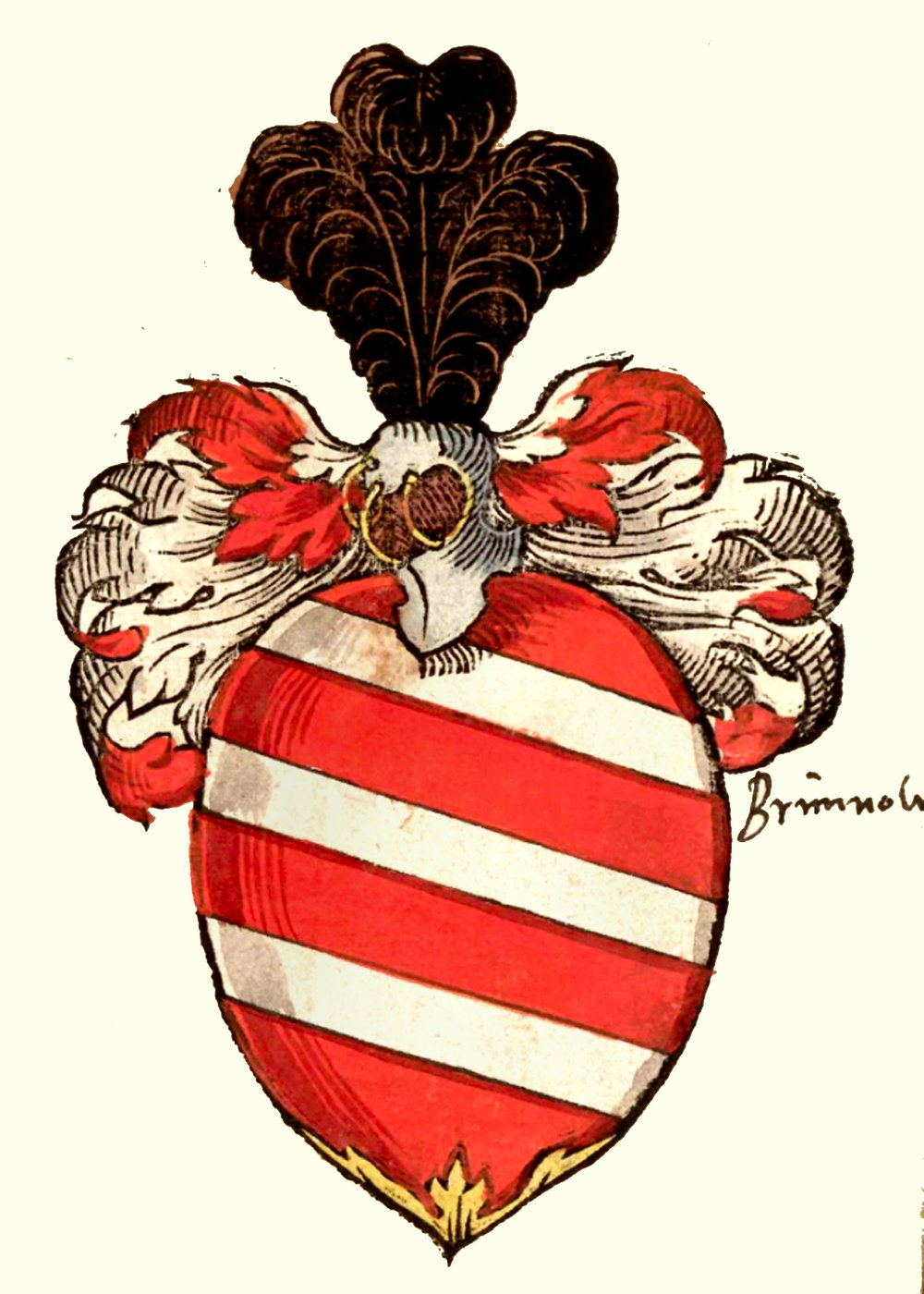
Wappen in Römischer Kayserlichen / auch zu Hungern vnd Behaimb / Königlichen Mayestat Wappen, 1578
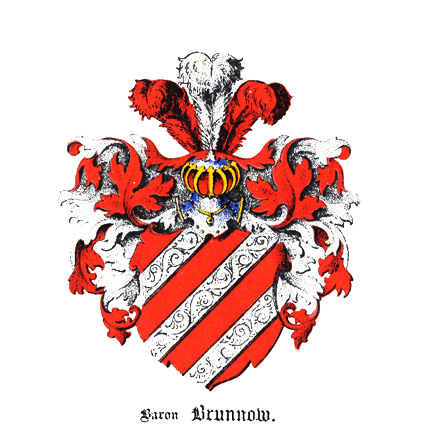
Wappen im Baltischen Wappenbuch, 1882

## Bekannte Familienmitglieder
- Michael von Brunnow († 1583), Kanzler des Herzogs Gotthard von Kurland
- Sophie von Brünnow, verehel. von Kameke (1675–1749), Oberhofmeisterin der preußischen Königin Sophie Dorothea
- Friedrich Siegmund von Brünnow (1719/1724–1786/1801), preußischer Oberst, Chef eines Grenadier-Bataillons im Infanterieregiment „Prinz Heinrich“
- Carl Franz von Brünnow (1720–1791), preußischer Regierungsrat und Konsistorialrat in Küstrin
- Dimitrij von Brunnow (ca. 1753–1800), russischer Generalmajor, Chef des Orlowskij Musketier-Regiments
- Hans Karl Friedrich von Brünnow († 1814), preußischer Major, Chef einer Husaren-Eskadron im Schill’schen Freikorps
- Ernst Georg von Brunnow (1796–1845), Novellist, Sachbuchautor und Übersetzer
- Philipp von Brunnow (1797–1875), russischer Diplomat
- Nikolaj von Brunnow (1808–1885), russischer Generalmajor
- Franz Friedrich Ernst Brünnow (1821–1891), deutscher Astronom
- Eva Marie von Brunnow (1826–1911), deutsche Sozialistin